# Аман Воте
Аман Воте — эфиопский легкоатлет, бегун на длинные дистанции, который специализируется в беге на 1500 метров. 
На чемпионате Африки 2010 года занял 7-е место с результатом 3.38,89. Занял 4-е место на чемпионате мира в помещении 2012 года. На соревнованиях XL Galan 2012 года занял 4-е место.
На Олимпийских играх 2012 года не смог пройти дальше предварительных забегов. Должен был участвовать в летних Олимпийских играх 2016 года на дистанции 1500 метров, но не вышел на старт соревнований.

## Сезон 2014 года
18 июля на соревнованиях Herculis занял 6-е место, установив новый национальный рекорд — 3.29,91.